# Schmiedengassbrunnen

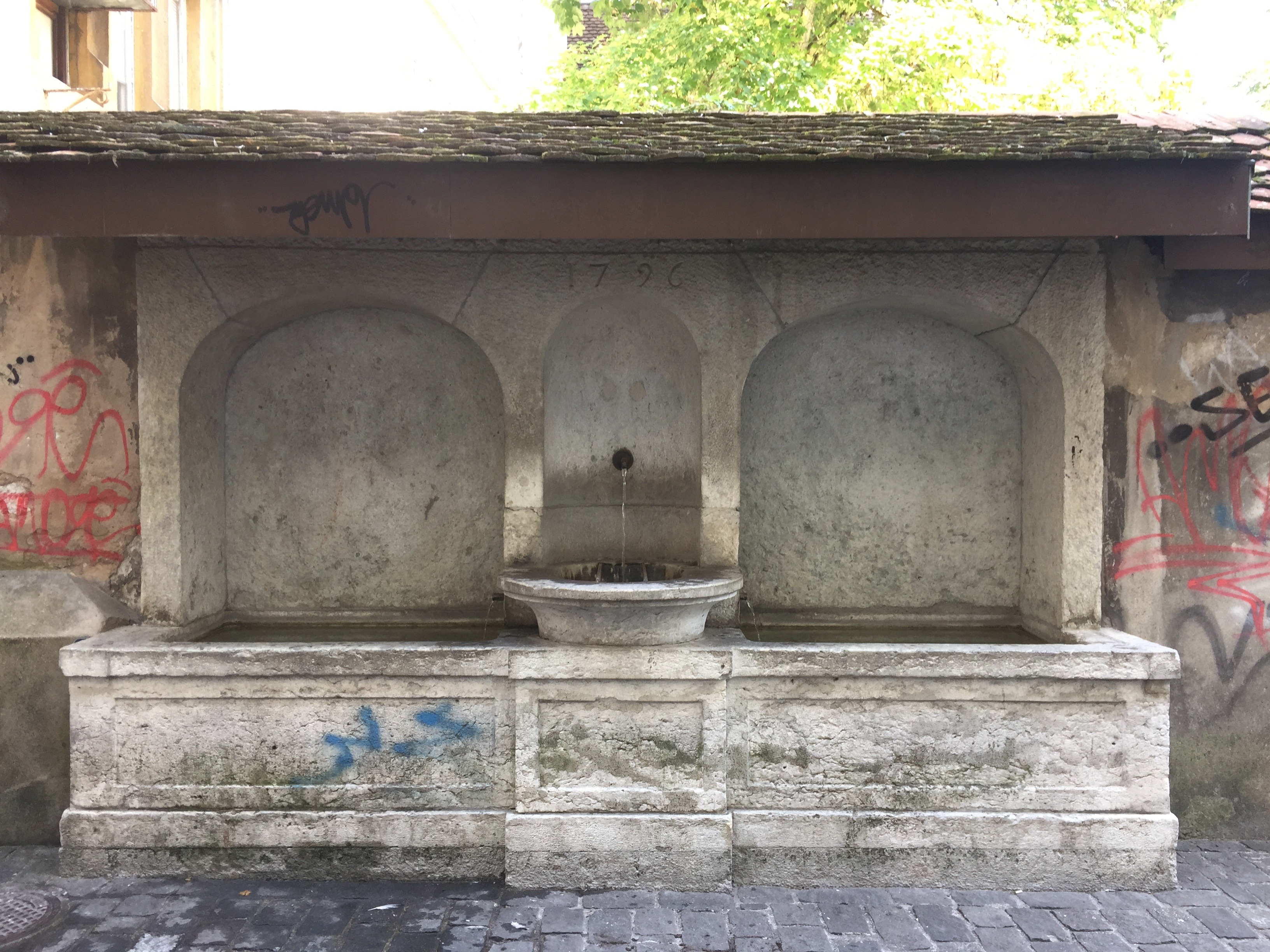
Schmiedengassbrunnen 2017

Der Schmiedengassbrunnen ist ein Brunnen in der Stadt Solothurn beim Haus Schmiedengasse Nr. 20. 

## Geschichte
Der Brunnen wurde erstmals als „Stöckhlin-Brunne“ im Jahr 1724 erwähnt, mit gleicher Bezeichnung auch im ersten Brunnenbuch. Der heutige Brunnen entstand laut Inschrift am Brunnen selbst 1796. 

## Beschreibung
Der Wandbrunnen aus Solothurner Kalkstein ist in die Hofmauer südlich des Hauses verbaut. Er besitzt zwei seitliche Rechteckbecken und eine mittlere, etwas erhöhte Brunnenschale. Die Rückwand ist nach Art eines Triumphbogens gestaltet und weist drei Nischen auf. Die schmale, mittlere Nische enthält die Brunnenröhre. Darüber steht das Baudatum 1796.